# Clairvaux-i Alcher
Clairvaux-i Alcher (latinul: Alcherus Claraevallensis, franciául: Alcher de Clairvaux), (? – 1180) latin nyelven író középkori francia filozófus.
De spiritu et anima címen írt egy művet, amely tulajdonképpen válasz Stellai Izsák Epistola ad quemdam familiarem suum de animájára. A mű a léleknek számos fogalmát és képességeinek különböző osztályozásait tartalmazó kompiláció, forrásai a korban elérhető latin források, így Lactantius, Macrobius, Szent Ágoston, Boethius, Beda Venerabilis, Alcuin, Szentviktori Hugó, és maga Stellai Izsák. A művet – elfeledve szerzőjét – már korán Szent Ágostonnak kezdték tulajdonítani, ami kivételesen nagy tekintélyt kölcsönzött a számára. Szent Ágoston művének gondolta és pozitív alkotásként értékelte Nagy Szent Albert; de Ágoston művének ítélte – és elutasította – Aquinói Szent Tamás is a 13. században. A De spiritu et anima hatott Halesi Sándor filozófiájára is.